# Ронделл Ровлінз
Ронделл Ровлінз (англ. Rondell Rawlins, нар. бл. 1975 — пом. 28 серпня 2008) — лідер гаянської банди, яку вважають відповідальним за низку злочинів у південноамериканській країні.

## Біографія
Ровлінз був причетний до вбивства міністра сільського господарства Гаяни Сатьядеу Соу 22 квітня 2006 року разом з братом Соу та охоронцем. 26 січня 2008 року Ровлінз і його люди вбили одинадцять осіб, у тому числі п'ятьох дітей, під час нападу на село Лузіньян. Ця подія отримала назву Лузіньянська різанина. 17 лютого банда здійснила різанину в Бартиці, напавши на місто Бартика, де вбила 12 осіб, у тому числі трьох поліцейських.
Ровлінз вважав, що його зниклу подругу викрав уряд, таким чином мотивуючи масові вбивства.
Уряд Гаяни призначив винагороду в розмірі 50 мільйонів гаянських доларів (250 000 доларів США) за Ровлінза і розпочав його пошуки по всій країні. Пошуки Ролінза завершилися 28 серпня 2008 року, коли поліція знайшла його в одному з сховків поблизу столиці країни Джорджтауна. У перестрілці, що почалася після цього, поліція застрелила Роулінза і двох інших членів банди.